# Carmaux, défournage du coke
Pour plus de détails, voir Fiche technique et Distribution.
Carmaux, défournage du coke  est un court métrage documentaire muet français réalisé par Louis Lumière sorti en 1896 et produit par la Société Lumière.

## Description
Du coke brûlant sort d'un four. Des ouvriers l’éteignent au jet d’eau et le mettent en morceaux. Au dessus sur le ponton, d’autres ouvriers poussent des wagonnets.

## Fiche technique
- Titre original : Carmaux, défournage du coke
- Titre en anglais : Carmaux: Drawing Out the Coke
- Titre en russe : Кармо, выемка кокса
- Titre en hongrois : Carmaux-i szén
- Réalisation : Louis Lumière
- Production : Société Lumière
- Lieu de tournage : cokerie, Carmaux (France)  (aujourd'hui détruite)
- Pays d'origine : France
- Vue no  : 122
- Genre : Documentaire
- Format : Court métrage — Muet — Noir et blanc - 1,30:1
- Durée : 42 s
- Date de réalisation : 1896
- Dates de sortie :
  -  France : 12 juillet 1896 à Toulouse
  -  France : 19 juillet 1896 à Lyon
  -  Italie : 26 juin 2016 au festival Il cinema ritrovato

26 juin 2016

## Sources
- Catalogue Lumière, « Carmaux, défournage du coke » (consulté le 11 février 2024).
- Collection Lumière, « Film Lumière 2, , partition vidéo : 29 min 31 s », 1995 (consulté le 12 février 2024)